# تورا برچ
تورا بیرچ (انگلیسی: Thora Birch؛ زادهٔ ۱۱ مارس ۱۹۸۲) هنرپیشه اهل ایالات متحده آمریکا است. وی از سال ۱۹۸۸ میلادی تاکنون مشغول فعالیت بوده‌است.
از فیلم‌هایی که وی در آن نقش داشته است، می‌توان به زیبایی آمریکایی، دنیای روح، تهدید فوری و آشکار، قطار، سرزمین اژدها، شعبده‌بازی، حال و آینده، ۱۳ دقیقه و بازی پاتریوت اشاره کرد.

## بخشی از جوایز
- کاندیدای بفتا بهترین بازیگر مکمل زن برای فیلم زیبایی آمریکایی در سال ۱۹۹۹